# Alex Adair
Alex Adair ist ein britischer DJ, Produzent und Remixer aus West Chiltington.

## Leben und Wirken
Er wurde durch seinen Remix von Ed Sheerans Single Thinking Out Loud bekannt. 2015 erschien seine erste Single, Make Me Feel Better, die Platz 13 der britischen Singlecharts erreichte.

## Diskografie

### Singles
- 2014: Make Me Feel Better
- 2015: Heaven
- 2016: Burnin’ (mit Steve Void)
- 2017: Casual
- 2018: I Will (feat. Eves Karydas)
- 2018: Dominos
- 2019: Stronger
- 2020: Real for Me

## Auszeichnungen für Musikverkäufe
| Goldene Schallplatte - Schweden - 2015: für die Single Make Me Feel Better |

Anmerkung: Auszeichnungen in Ländern aus den Charttabellen bzw. Chartboxen sind in ebendiesen zu finden.
| Land/RegionAuszeichnungen für Musikverkäufe (Land/Region, Auszeichnungen, Verkäufe, Quellen) | Silber  | Gold  | Platin | Verkäufe | Quellen         |
| -------------------------------------------------------------------------------------------- | ------- | ----- | ------ | -------- | --------------- |
| Schweden (IFPI)                                                                              | —       | Gold1 | —      | 20.000   | Einzelnachweise |
| Vereinigtes Königreich (BPI)                                                                 | Silber1 | —     | —      | 200.000  | bpi.co.uk       |
| Insgesamt                                                                                    | Silber1 | Gold1 | —      |          |                 |